# 남도영
남도영(南道永, 1922년 1월 11일 ~ 2013년 10월 7일). 동국대학교 사범대학 역사교육과 명예교수. 서울 출생. 1952년 동국대학 경제학과를 졸업하고 1967년 동국대학교에서 문학사를 취득하였다(사학). 1969년 동국대학교에 최초로 사범대학이 창설되었을때, 사회교육과에 역사전공 소속 교수로 지리전공 소속 교수인 형기주 교수와 같이 부임하였다. 동국대학교 경주캠퍼스 부총장을 역임하였으며 1987년 2월 퇴임하였다. 그의 전공은 한국교통사이며 2001년 한국마문화학회 회장이다. 그의 제자인 경기대학교 교수 조병로 역시 비슷한 전공인 조선 역제사로 학계에서 활동하고 있다. 저서로는 《한국사개론》, 《세계문화사》등이 있다.